# Friedrich Johannes Emil von Dörnick
Friedrich Johannes Emil von Dornick, nemški vojaški častnik in industrialec, * 15. december 1891, Bamberg, Nemško cesarstvo, † 25. julij 1942.
Von Dornick je bil nemški vojaški častnik in industrialec, najbolj znan po svoji vlogi v 4. tankovski armadi med drugo svetovno vojno. 

## Biografija
Friedrich von Dornick se je rodil v premožno družino v Bambergu. Šolal se je na Bayerische Kriegsakademie (Bavarska vojaška akademija), kjer je zaključil vojaško izobraževanje in bil dodeljen bavarskim enotam cesarske vojske. Ob izbruhu prve svetovne vojne se je pridružil Bayerisches Reserve-Infanterie-Regiment (bavarski polk rezervne pehote) in sodeloval v bojih na Balkanu, kjer je bil leta 1914 ranjen. Po okrevanju se je leta 1916 pridružil Bayerische Kriegsakademie v Münchnu, kjer je nadaljeval svojo vojaško izobrazbo in napredoval v višje častniške vrste.
Po koncu prve svetovne vojne je prevzel vodenje družinske tovarne, ki je začela proizvajati strojne dele, vključno z vojaškimi čeladami Stahlhelm, za nemško vojsko. Tovarna je postala pomemben dobavitelj za nemško vojsko, še posebej v času druge svetovne vojne.
Friedrich se je leta 1917 v Bambergu poročil z Amalie Therese von Isenburg, s katero sta imela tri otroke. 
Z izbruhom druge svetovne vojne leta 1939 se je von Dörnick ponovno pridružil nemški vojski. Kot Oberstleutnant (podpolkovnik) je bil dodeljen 4. tankovski armadi, kjer je prevzel poveljstvo nad tankovskim vodom. Sodeloval je v invaziji na Poljsko in kasneje v bojih v Franciji. Po uspehih na zahodnem bojišču je razširil družinsko tovarno, ki je postala dobavitelj tankovskih komponent in vojaških čelad Stahlhelm za podjetje Krupp ter Wehrmacht.
Leta 1941 je sodeloval v operaciji Barbarossa, nemški invaziji na Sovjetsko zvezo. Med boji pri Kingiseppu je njegov bataljon uničil 32 sovjetskih tankov, s čimer je zaščitil levi bok napada 4. tankovske divizije. Za ta uspeh je prejel Eisernes Kreuz 2. Klasse (Železni križ 2. stopnje).
V avgustu 1941 je bil von Dörnick hudo ranjen in je bil zaradi poškodb nekaj mesecev odsoten s fronte. Po okrevanju je marca 1942 ponovno prevzel poveljstvo nad enoto in bil dodeljen nalogi zavzetja mesta Vjošenska. Med boji za prehod reke Don je njegova enota izgubila med 30 % in 35 % svoje moči.

## Smrt
Friedrich Johannes Emil von Dörnick je bil 25. julija 1942 ubit pri prečkanju reke Don pri Tackinskem mostišču. Pokopan naj bi bil pri vasici Glubokovskii.